# Краснодарське водосховище
Краснодарське водосховище (Кубанське море) — штучне водоймище на річці Кубань. Найбільше водосховище на Північному Кавказі.
Площа — 420 км², об'єм — від 2,0 км³ до 3,1 км³ (регулюється, рівень води коливається на 8 м). Довжина — 40 км, ширина — до 15 км.
Було наповнено в 1973—1975 роках.
Метою створення Краснодарського водосховища була організація чекового рисоводства і боротьба з сезонними паводками в низов'ях Кубані.
Судноплавство в наш час[коли?] припинено, через обміління, викликане річковими наносами.
У водосховищі безпосередньо впадають ліві притоки Кубані (зі сходу на захід) Біла, Пшиш, Марта, Апчас, Шундук, Псекупс.
При створенні водосховища були затоплені родючі землі Адигеї з двадцятьма аулами і хуторами, населення яких було переселене в знов побудоване місто Теучежськ (зараз Адигейськ) і селище міського типу Тлюстенхабль.